# 이스탄불 파크
이스탄불 파크(영어: Istanbul Park)은 터키 이스탄불에 2005년 세워진 터키의 모터 스포츠 경기장이다. 길이가 5.338 km 이고 코너가 14개이다.

## 같이 보기
- 포뮬러 원 서킷 목록